# Papirus 94
Papirus 94 (według numeracji Gregory-Aland), oznaczany symbolem {\displaystyle {\mathfrak {P}}^{94}} – grecki rękopis Nowego Testamentu, spisany w formie kodeksu na papirusie. Paleograficznie datowany jest na V lub VI wiek. Zawiera fragmenty Listu do Rzymian.

## Opis
Zachowały się tylko fragmenty Listu do Rzymian (6,10-13.19-22).

## Tekst
Tekst fragmentu reprezentuje aleksandryjską tradycję tekstualną. Kurt Aland nie zaklasyfikował go do żadnej kategorii.

## Historia
Tekst rękopisu opublikowany został przez Jean Bingen w 1987 roku. Aland umieścił go na liście rękopisów Nowego Testamentu, w grupie papirusów, dając mu numer 94.
Rękopis datowany jest przez INTF na V/VI wiek.
Jest cytowany w krytycznych wydaniach Nowego Testamentu (NA27, UBS4).
Obecnie przechowywany jest w Muzeum Egipskim (P. Cair. 10730) w Kairze.